# Ben Watson
Benjamin Watson, detto Ben (Londra, 9 luglio 1985), è un ex calciatore inglese, di ruolo centrocampista.

## Carriera

### Club

#### Crystal Palace
Watson ha debuttato con il Crystal Palace a diciassette anni, giocando le ultime quattro gare del campionato 2002-2003. Dalla stagione seguente, è entrato stabilmente in prima squadra e raggiungendo le centocinquanta presenze con gli Eagles prima di compiere ventitré anni.
È stato votato come "Giovane calciatore dell'anno" nel 2007 ed è stato nominato tra i sei candidati per il trofeo di "Nuovo talento della Carling Cup", nel 2006.
Già prima dell'inizio del campionato 2008-2009, Watson è stato al centro di diverse speculazioni di mercato, poiché il suo contratto con il Crystal Palace sarebbe scaduto al termine della stagione. Il club ha dichiarato di avergli offerto un rinnovo contrattuale che lo avrebbe fatto diventare il calciatore più pagato della rosa, ma Watson ha rifiutato la proposta. Ha poi rifiutato il passaggio al Nottingham Forest, ma ha ammesso di essere contattato dai Queens Park Rangers. Comunque, durante la sessione estiva del mercato, Watson non ha trovato l'accordo con nessuna squadra ed ha continuato a giocare per il Crystal Palace, scendendo in campo diciotto volte e segnando cinque reti. Si è poi infortunato durante il mese di dicembre.

#### Wigan Athletic
Alla fine di gennaio 2009, il Middlesbrough ha offerto due milioni di sterline per Watson. Quando, però, sembrava raggiunto l'accordo con il Boro, il Wigan si è fatto avanti per acquistare il calciatore, che ha firmato il 26 gennaio 2009. Ha debuttato con il nuovo club il 31 gennaio 2009, nel pareggio per zero a zero contro l'Aston Villa, al Villa Park.
Con il Wigan Watson colleziona sei presenze realizzando due gol.

#### Queens Park Rangers e WBA
Il 1º settembre 2009 Watson firma per i Queens Park Rangers un contratto di prestito fino al 31 dicembre 2009 con opzione per un prolungamento fino a fine campionato. Nella seconda metà della stagione approda al West Bromwich Albion, dove gioca sette partite e segna un gol.

#### Il ritorno al Wigan
Viene richiamato dal prestito dal Wigan il 1º aprile 2010. Gioca la sua prima partita nella sua seconda avventura ai Latics il 4 aprile 2010 nella sconfitta per 2-1 contro il Fulham. L'11 maggio 2013 firma il gol vittoria nella finale di FA Cup vinta per 1-0 dal Wigan contro il Manchester City.

#### Watford
Il 23 gennaio 2015 si trasferisce al Watford.

#### Nottingham Forest
Il 5 febbraio 2018 sottoscrive un contratto di 2 anni e mezzo con il Nottingham Forest.
Lascia la squadra di Nottingham alla fine del suo contratto, terminando la sua esperienza con 80 presenze e 3 reti in tutte le competizioni.

#### Charlton Athletic
Dopo aver lasciato il Nottinghamshire, si avvicina alla sua famiglia a Londra, trovando l'accordo con il Charlton per una stagione.

### Nazionale
Tra il 2004 e il 2006, ha giocato per due volte nell'Inghilterra under 21.

## Palmarès

### Club

#### Competizioni Nazionali
- Coppa d'Inghilterra: 1

Wigan: 2012-2013